# جراردو
جراردو (انگلیسی: Gerardo; ۱۶ آوریل ۱۹۶۵ – تاریخ ورودی نامعتبر است) خواننده، خواننده رپ، بازیگر، و مسئول استودیوی ضبط موسیقی اهل اکوادور بود. وی از سال ۱۹۸۷ میلادی تاکنون مشغول فعالیت بوده است.
از فیلم‌ها یا برنامه‌های تلویزیونی که وی در آن نقش داشته است می‌توان به نمی‌توانید عشق مرا بخرید اشاره کرد.